# Arild (Höganäs)
Arild ist ein Ort (tätort) in der südschwedischen Provinz Skåne län und der historischen Provinz Schonen.
Der Ort in der Gemeinde Höganäs ist einer der besterhaltenen Fischerorte in Schweden, gelegen nordöstlich von Höganäs. An der Nordwestseite schließt das Naturreservat Kullaberg an. Der Name geht auf den Patron des Ortes zurück, den spätestens im 15. Jahrhundert lokal verehrten heiligen Arild, dessen Leichnam hier an Land gespült worden sein soll.
Etwa 40 Minuten Fußweg entfernt an der Klippenküste des Skälderviken befindet sich Nimis, eine „Skulptur-Performance“ eines Kunst-Professors aus Kopenhagen, der aus gesammeltem Treibgut eine „Holz-Stadt“ erbaute sowie Ark, eine Buch-Skulptur aus Stein.
Arild ist ein ehemaliger Künstlerort mit bekannten Malern wie Gustaf Rydberg, Gustaf Cederström, Fritz von Dardell, Olof Krumlinde, Isaac Grünewald, Natanael Beskow, Rickard Berg, Helene Gries-Danican und Herman Österlund. Viele von den Skaagenmalern haben sich dort im ehemaligen Wirtshaus „Mor Cilla“, jetzt Konfirmandenlager, aufgehalten.
In Arild steht auch eine aus dem Mittelalter stammende Kapelle sowie eine katholische Kapelle.

## Einzelnachweise

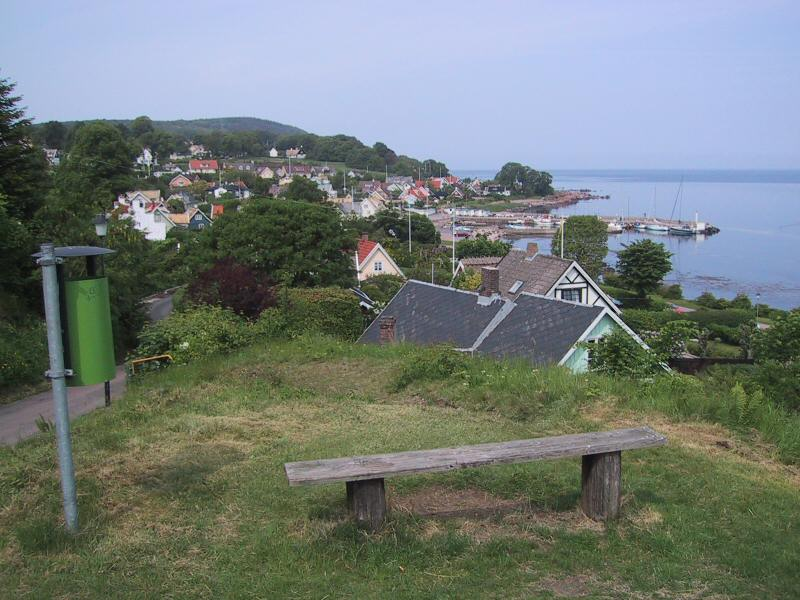
Arild (2003)